# Karlsruhe
Karlsruhe és una ciutat d'Alemanya situada al sud-oest del país, a prop de la frontera amb França i pertany al Land de Baden-Württemberg. Amb 284.163 habitants (desembre del 2004) és la segona ciutat més gran del Land, i la seva zona d'influència té 590.000 habitants, cosa que la situa en la posició 56 de la Llista d'aglomeracions de la Unió Europea, i a la posició 21 de la Llista de les grans ciutats d'Alemanya.

## Geografia
L'altura de la ciutat està compresa entre els 100 metres d'altura a l'extrem oest de la ciutat, i els 277.5 metres a la part oriental de la ciutat. Les seves coordenades geogràfiques són 49° 00′ N 8° 24′ E. El paral·lel 49 passa sobre la ciutat, i en el Stadtgarten (Parc de la Ciutat) una filera de columnes indica el pas exacte del paral·lel.
Pel costat occidental de la ciutat passa el riu Rin, i més al sud de la ciutat s'estén la Selva Negra. La seva situació a la Vall del Rin li permet tenir un clima agradable en comparació el clima d'altres ciutats alemanyes. Karlsruhe, amb una temperatura mitjana anual de 10,7 °C, és la segona ciutat més calorosa del país (la primera és Friburg).
La ciutat té una superfície de 173,46 quilòmetres quadrats.

## Economia
A la ciutat hi ha la refineria de petroli més gran d'Alemanya, al port del Rin, que és el segon port interior més gran d'Alemanya.
La ciutat també es coneix com la capital d'Internet d'Alemanya, pel fet que dos importants proveïdors d'Internet estan situats a la ciutat. La facultat d'Informàtica de la Universitat de Karlsruhe fou la primera d'Alemanya, i el primer correu electrònic enviat des d'Alemanya es va enviar l'any 1984 des dels seus centres de càlcul.
Karlsruhe allotja el Zentrum für Kunst und Medientechnologie (ZKM, Centre de les arts i dels mitjans de comunicació).
La Regió Tecnològica de Karlsruhe és una confederació de ciutats de la regió amb l'objectiu de promoure les indústries d'alta tecnologia. Karlsruhe juga un important paper dins de Baden-Württemberg, el Land tecnològicament més avançat d'Alemanya. Aproximadament el 20% dels treballadors de la regió treballen en feines de recerca i desenvolupament.

## Transports

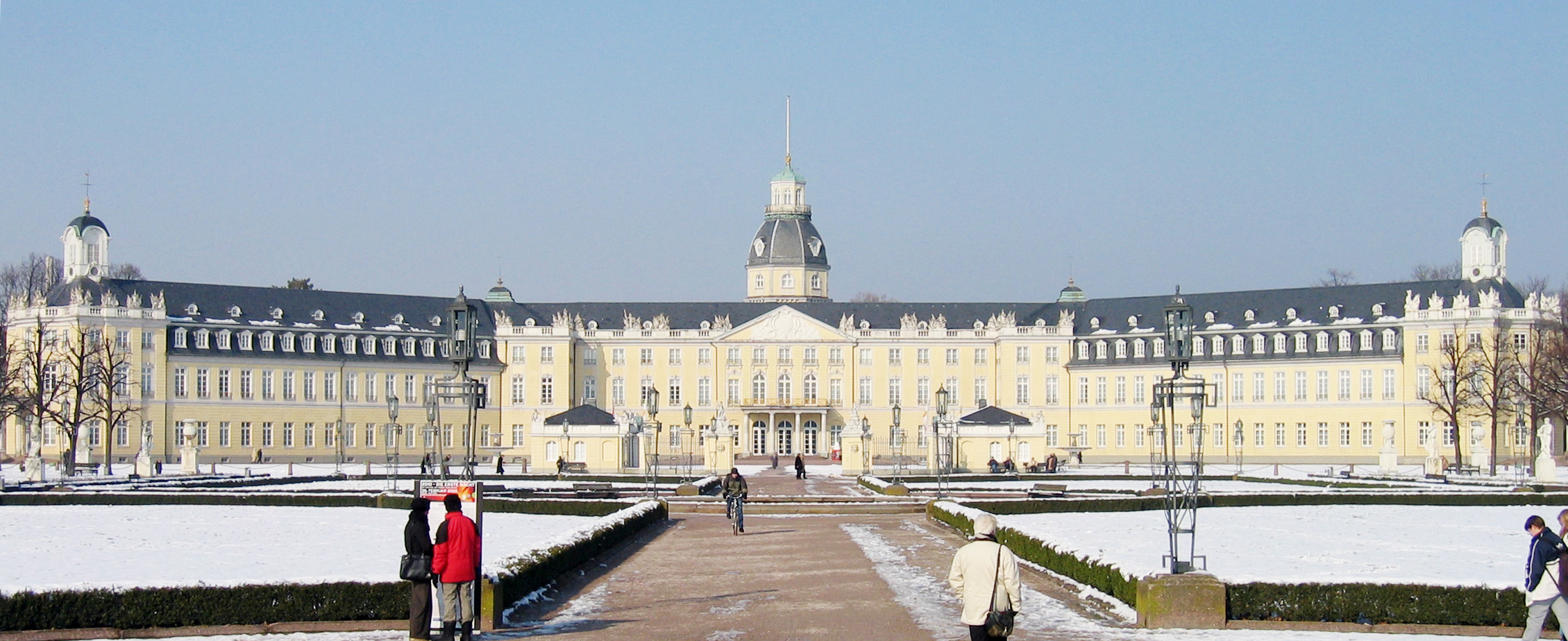
Castell de Karlsruhe (Karlsruher Schloss)

Karlsruhe és pionera en el concepte d'usar tramvies com a trens regionals. Els mateixos tramvies que circulen pels carrers de la ciutat, fan alhora el paper de trens regionals, comunicant amb altres ciutats de la regió que es troben en un radi de 80 km. Aquest concepte permet un ús molt eficient dels mitjans de transport.
Karlsruhe està ben connectada per carretera i ferrocarril (a través de l'ICE, l'alta velocitat alemanya) a les altres ciutats alemanyes.
Com ja s'ha mencionat, la ciutat té un dels ports fluvials més importants del país.
A 30 quilòmetres al sud de la ciutat hi ha el Baden Airpark (una antiga base aèria canadenca), l'aeroport que la ciutat comparteix amb Baden-Baden. En aquest aeroport hi operen companyies de baix cost com DBA o Ryanair, que ofereixen vols regulars i permeten arribar fàcilment a destins com Berlín, Londres, Roma o Barcelona.

## Història
La ciutat fou fundada l'any 1715 pel Comte marcgravi Carles Guillen (Karl Wilhelm) de Baden-Durlach. El compte va decidir marxar de la seva antiga capital, Durlach per les disputes amb els seus ciutadans. El nom de la ciutat, Karlsruhe, explica molt bé amb quin objectiu es va fundar la ciutat. Karlsruhe en alemany significa "El descans de Carles". La ciutat es va convertir en la capital de Baden-Durlach el 1771, i fou la capital de Baden fins al 1945. Amb la formació del Lander de Baden-Württemberg, la capitalitat va passar a Stuttgart.
La disposició geomètrica dels carrers és una de les particularitats de la ciutat. Carles Guillem de Baden-Durlach es feu un castell en el que seria el centre de la ciutat. De la ciutat en sortien els carrers, com si es tractés dels radis d'una roda de bicicleta. Els radis es creuaven amb els carrers concèntrics.
Abans de la Segona Guerra Mundial la ciutat tenia una comunitat jueva important, que l'any 1925 estava formada per 3.300 persones. A partir dels anys 30, i al llarg de l'Holocaust, la població jueva marxà de la ciutat o bé fou exterminada. Les seves propietats foren destruïdes o expropiades per l'estat. L'any 1945 només quedaven 18 jueus a la ciutat. Actualment aquesta comunitat està formada per uns 200 membres.
Després de la Segona Guerra Mundial, la ciutat fou una important base militar dels Estats Units fins a l'any 1995.

## Institucions
Karlsruhe és la seu del Tribunal Federal Constitucional d'Alemanya (Bundesverfassungsgericht), la més alta instància judicial del país. Aquest cessió fou una compensació per la pèrdua de la capitalitat de Baden-Württemberg en detriment de Stuttgart.
La Universität Karlsruhe (TH) (Universitat de Karlsruhe) és la universitat tècnica més antiga d'Alemanya i un centre de recerca reconegut.

## Ciutats agermanades amb Karlsruhe
- Nancy, França, des de 1955
- Nottingham, Regne Unit, des de 1969
- Halle, Alemanya, des de 1987
- Timişoara, Romania, des de 1992
- Krasnodar, Rússia, des de 1992

## Persones il·lustres
- Richard Willstätter (1872-1942), químic, Premi Nobel de Química de l'any 1915.
- Ursula Wolf (1951), professora de filosofia i escriptora.

### Personatges infames
- Eugen Fischer (1874) – Friburg de Brisgòvia (1967), antropòleg i metge, nazi, rèctor de la Universitat de Berlín que va contribuir considerablement a la teoria racista i eugenètica del règim feixista.

## Galeria d'imatges

Karlsruhe
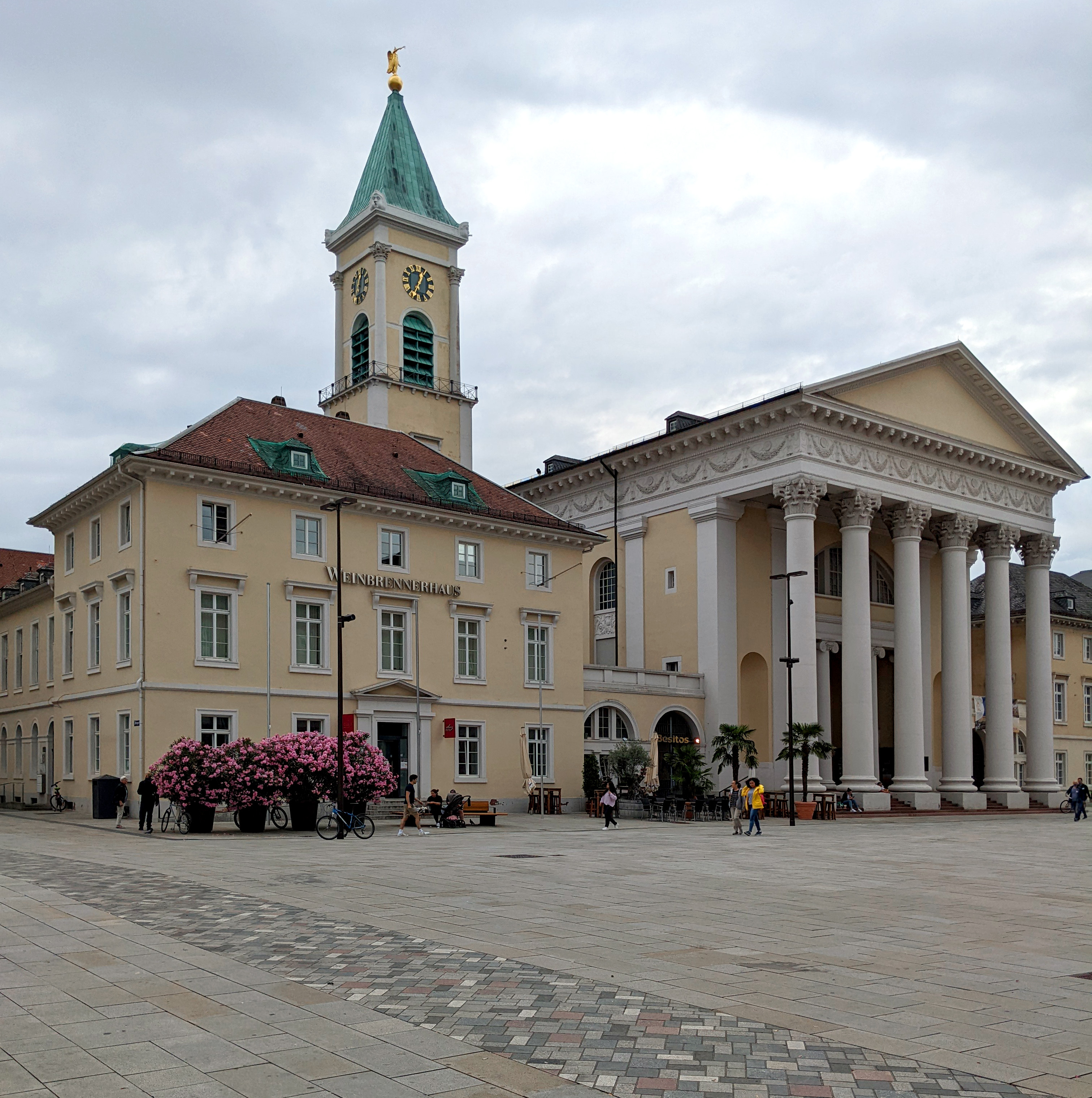
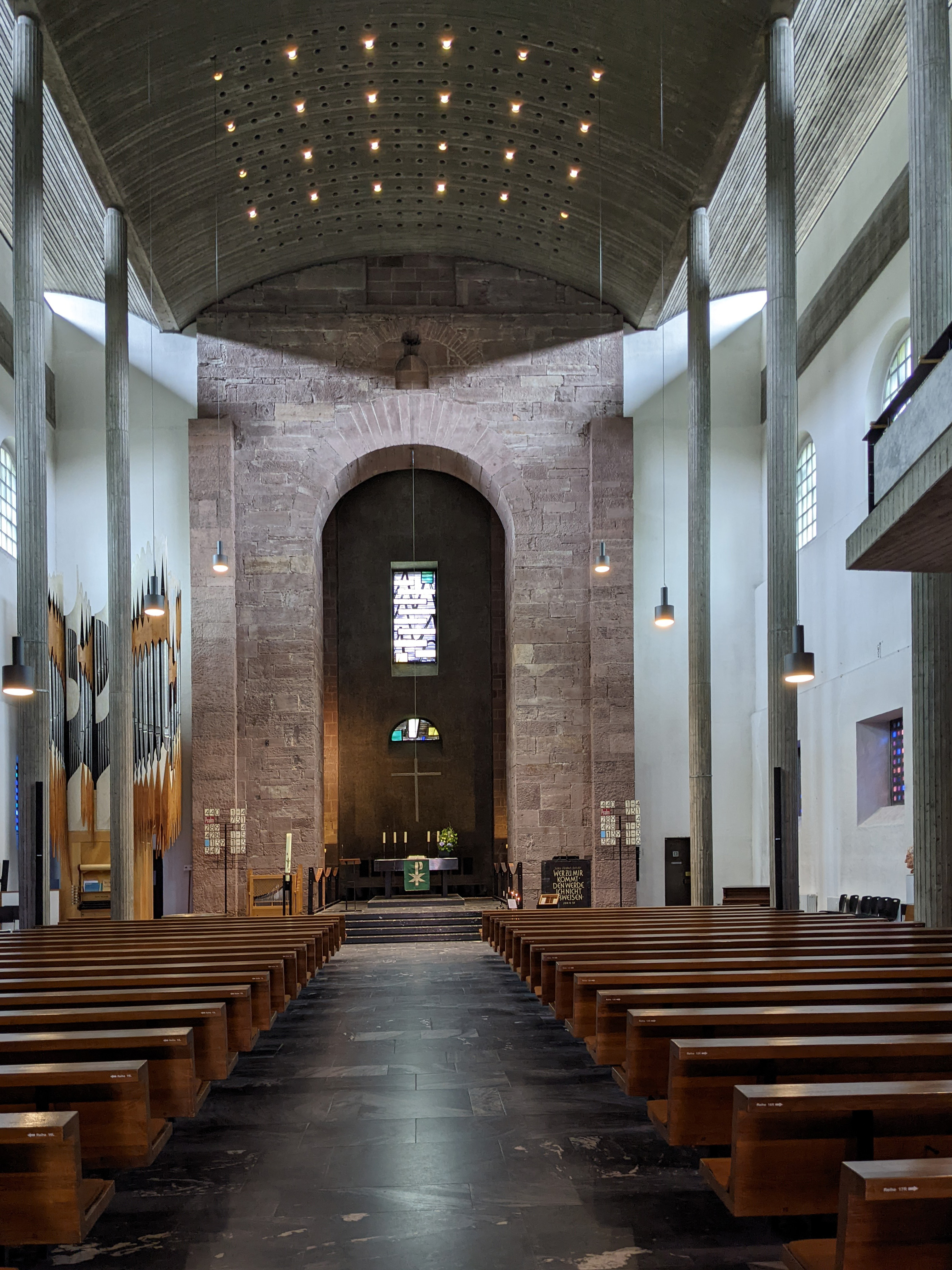
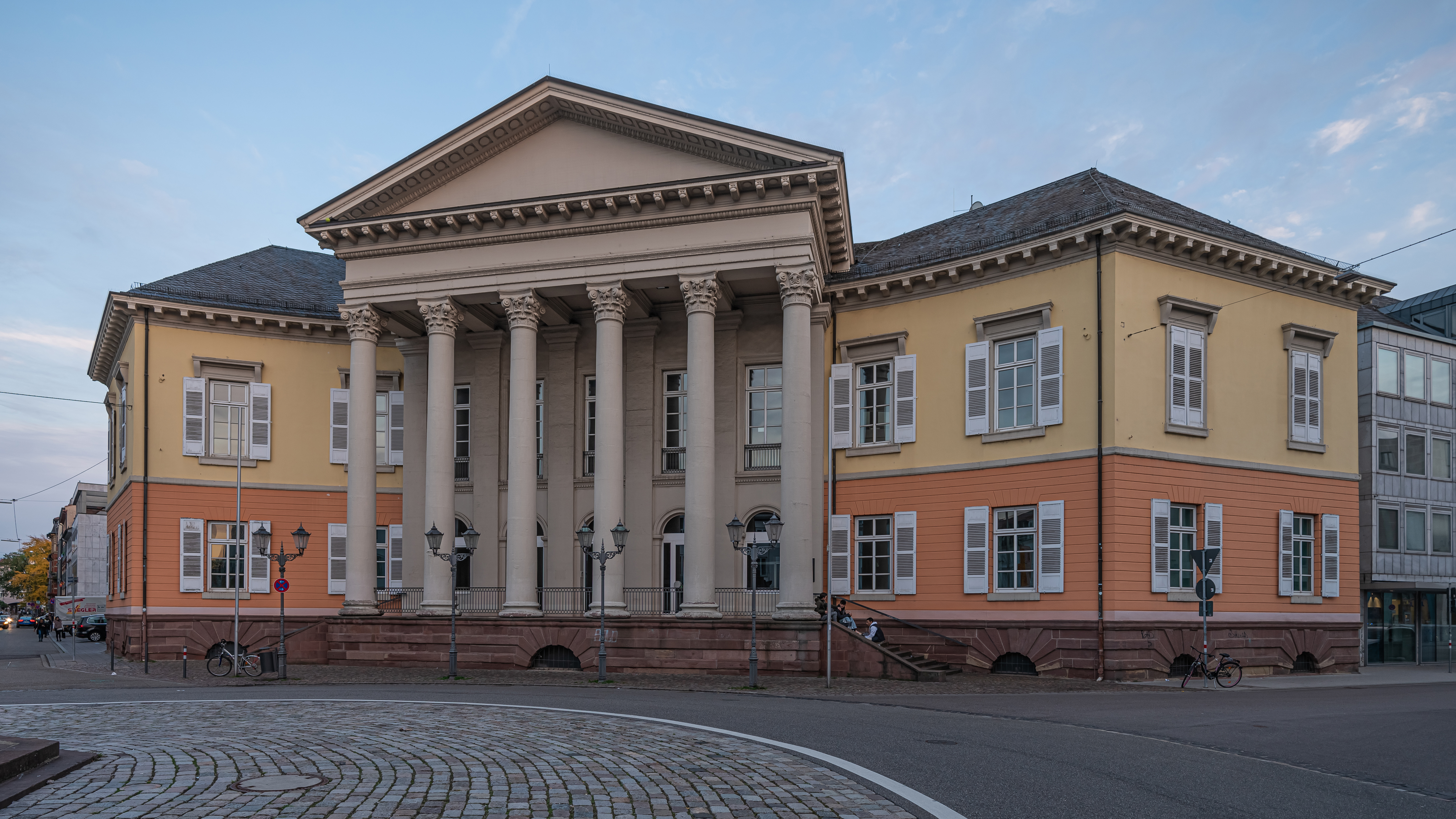
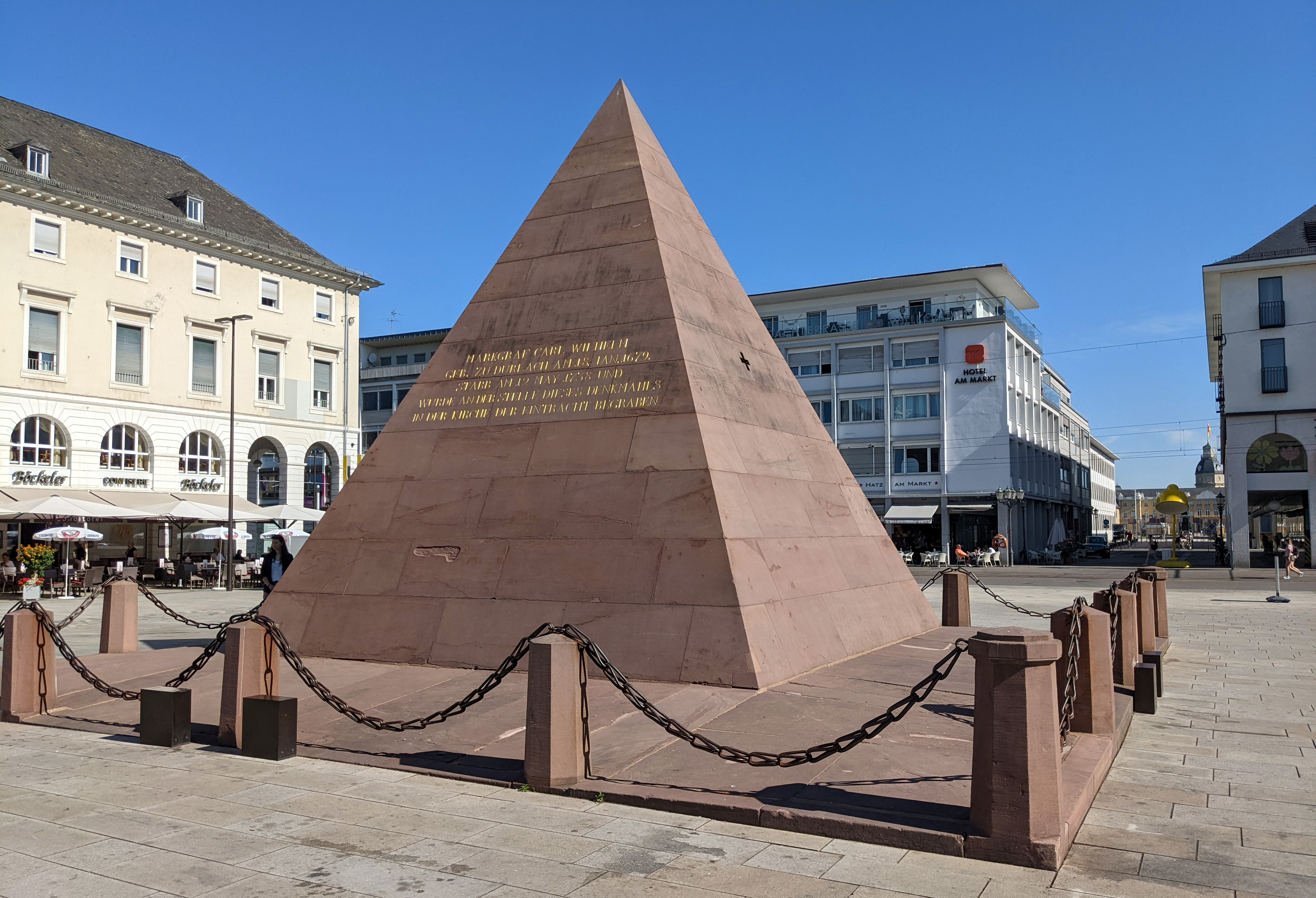
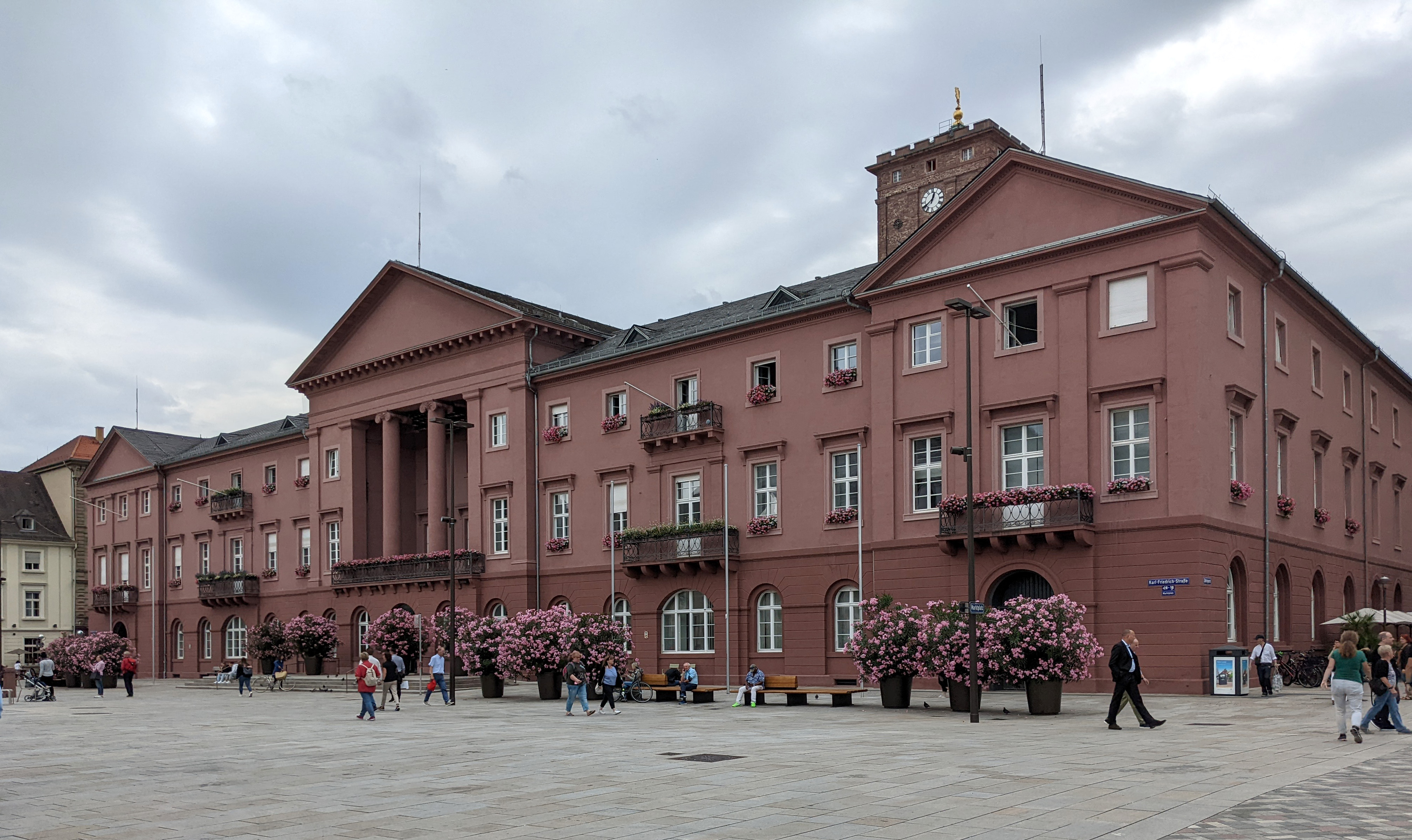
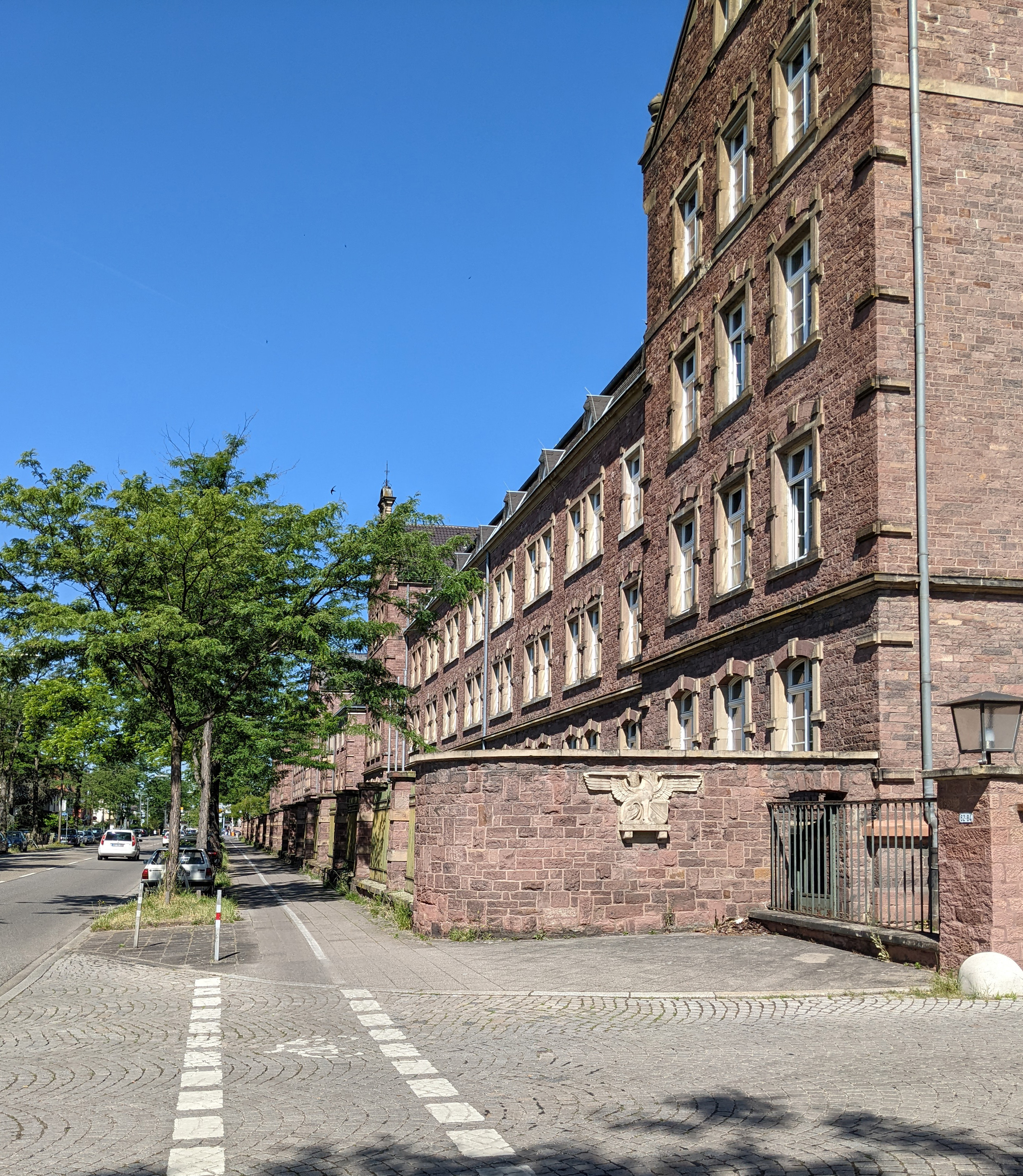
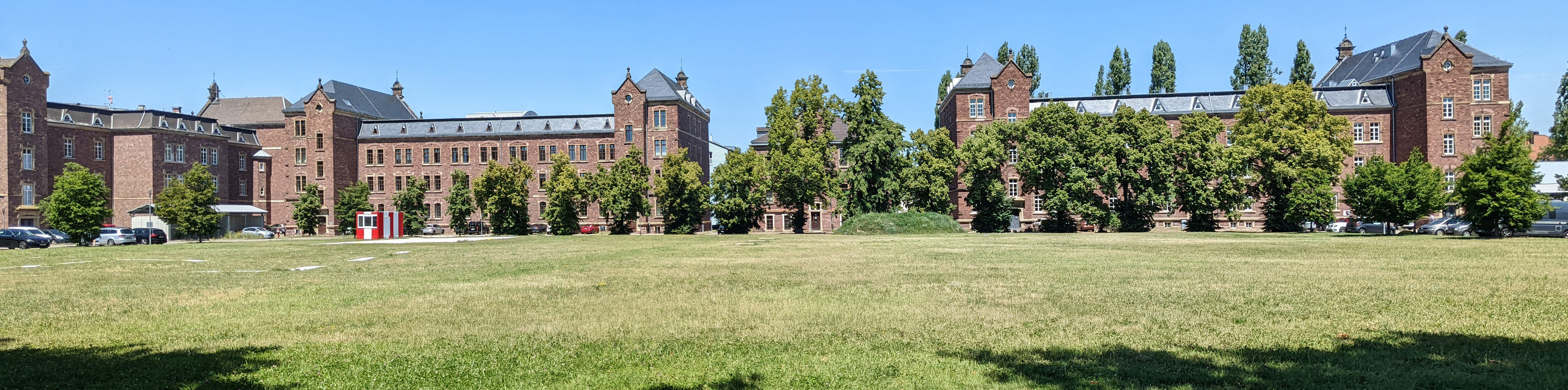
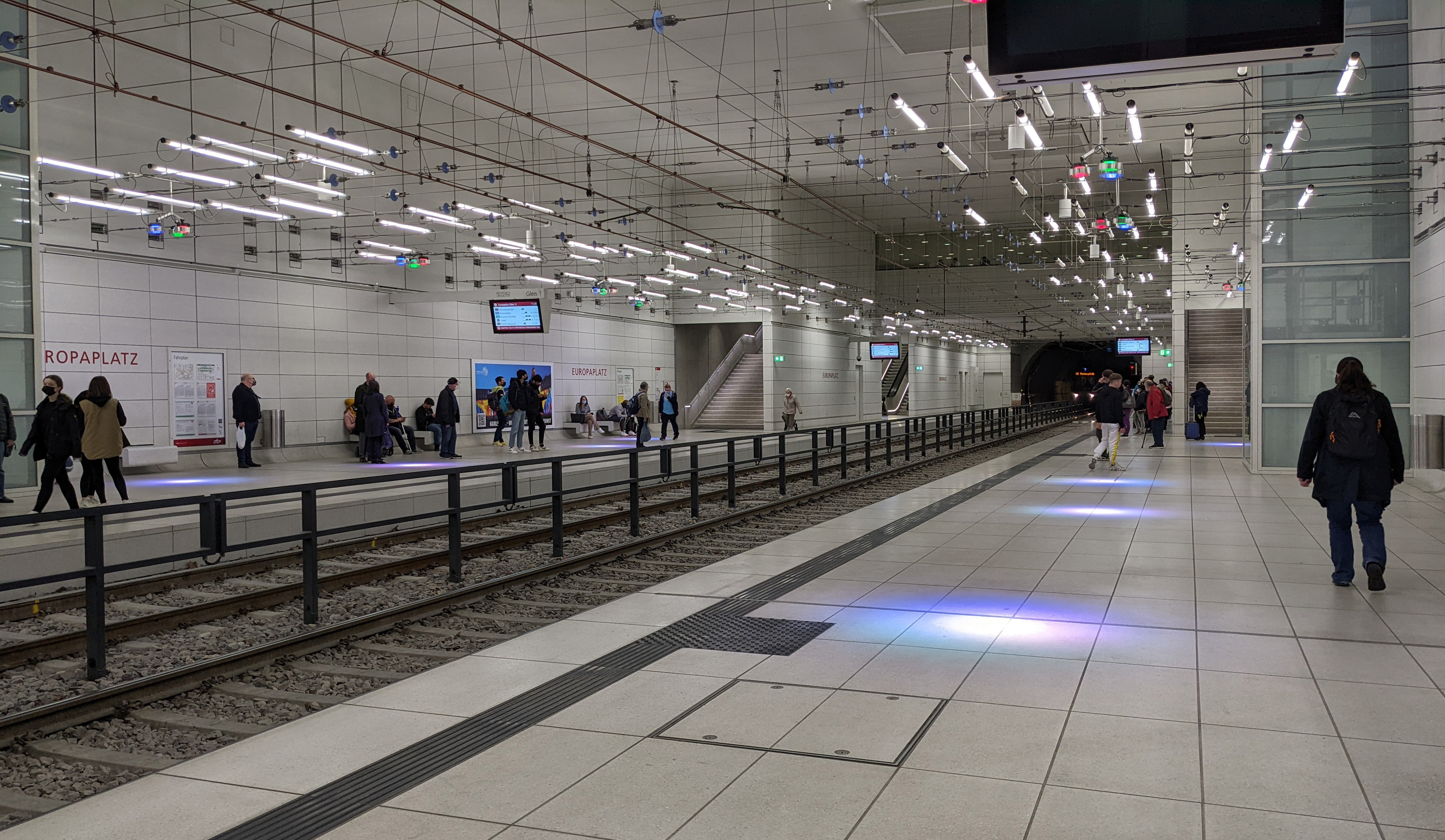